# 比肯费尔德 (巴登-符腾堡州)
比肯费尔德（德語：Birkenfeld，發音：[ˈbɪʁkŋ̍fɛlt]）是德国巴登-符腾堡州卡尔斯鲁厄行政区恩茨县的市镇，面积19.04平方千米，2023年12月31日人口为10,200人。